# Atanarjuat
Atanarjuat ou Atanarjuat: The Fast Runner, (bra: Atanarjuat O Corredor Mais Veloz) é um filme canadense de 2001 dirigido por Zacharias Kunuk. É o primeiro filme a ser escrito, dirigido e atuado inteiramente na língua inuktitut. Situada em um passado distante, o filme reconta uma lenda Inuit transmitida através dos séculos pela tradição oral.
Em 2001, recebeu o prêmio Caméra d'or, no Festival de Cinema de Cannes, tendo sido incluído em 2004 na lista do Festival Internacional de Cinema de Toronto com um dos 10 maiores filmes canadenses de todos os tempos.
O filme faz parte da lista dos 1000 melhores filmes de todos os tempos do The New York Times